# Osłona biologiczna
Osłona biologiczna – struktura wokół reaktora jądrowego, lub innego źródła promieniowania jonizującego lub neutronowego, mająca na celu obniżenie intensywności promieniowania do poziomu bezpiecznego dla człowieka. Najczęściej budowana jest w postaci warstw różnych materiałów, np. betonu, wody, grafitu, ołowiu, stali lub innych materiałów dobrze pochłaniających promieniowanie gamma lub neutronowe.

## Osłona biologiczna w reaktorach jądrowych

Przekrój przez blok reaktora typu BWR – osłona biologiczna oznaczona nr 9, nr 10 (beton) i kolorem pomarańczowym (stal)

W przypadku wystawienia na neutrony prędkie, co ma miejsce w reaktorach jądrowych, osłona biologiczna często ulega aktywacji neutronami, co powoduje, że materiał osłony staje się promieniotwórczy a jego struktura ulega zmianom i uszkodzeniom na poziomie molekularnym. Aktywacja ta może powodować, że osłona biologiczna wykazuje znaczące promieniowanie (ponad 10 mSv/h) nawet 10 lat po wyłączeniu reaktora. Powoduje to, że demontaż osłony stanowi skomplikowaną operację rozciągniętą w czasie.
Osłona posiada wiele otworów koniecznych do wyprowadzenia rur i oprzyrządowania ze zbiornika reaktora.
Kształt i wymiary osłony biologiczne są inne dla każdego typu i modelu reaktora. Osłona w reaktorach typu BWR ma zwykle kształt dzwonu o średnicy od 12 m (u góry) do 30 metrów (u dołu) i wysokości 50 metrów. Ściany osłony mają ok. 2 metrów grubości. Zbudowana jest z żelbetu, z 2 lub 3 warstwami 38-milimetrowych prętów. Wnętrze osłony wyściełane jest stalą. Osłona biologiczna w reaktorach typu PWR ma wysokość ok. 25 metrów i ok. 6 metrów średnicy. Ściany z żelbetu ok. 3 metrów grubości, ze wzmocnieniem z 51-milimetrowych prętów tworzących siatkę 20 × 20 cm. Wnętrze również wyściełane jest stalą.